# Lucien Pasteur
Lucien Pierre Etienne Pasteur (ur. 30 września 1921 w Genewie, zm. 9 maja 1980) – szwajcarski piłkarz występujący na pozycji pomocnika.
Wraz z Servette FC zdobył trzykrotnie mistrzostwo Szwajcarii (1940, 1946, 1950), a także sięgnął po Puchar Szwajcarii (1949).
W reprezentacji Szwajcarii zadebiutował 10 listopada 1946 w wygranym 1:0 towarzyskim meczu z Austrią, w którym strzelił gola. W latach 1946–1952 w drużynie narodowej rozegrał osiem spotkań i zdobył trzy bramki.